# Иванов, Георгий Фёдорович
Георгий Фёдорович Иванов (1918—1994) — майор Советской Армии, участник Великой Отечественной войны, Герой Советского Союза (1945).

## Биография
Георгий Иванов родился 25 марта 1918 года в селе Ксизово (ныне — Задонский район Липецкой области). После окончания семи классов школы работал трактористом.
В 1938 году Иванов был призван на службу в Рабоче-крестьянскую Красную Армию. Участвовал в польском походе.
В 1940 году он окончил курсы младших лейтенантов, в 1942 году — курсы «Выстрел».
С июня 1941 года — на фронтах Великой Отечественной войны. К сентябрю 1944 года гвардии майор Георгий Иванов командовал батальоном 1-й гвардейской мотострелковой бригады 1-го гвардейского танкового корпуса 65-й армии 1-го Белорусского фронта. Отличился во время форсирования Нарева.
5 сентября 1944 года батальон Иванова успешно переправился через Нарев и захватил плацдарм на его западном берегу. Продвигаясь дальше, батальон освободил населённый пункт Карневек, отразил 12 немецких контратак. Действия батальона способствовали успешной переправе через Нарев всей бригады.
Указом Президиума Верховного Совета СССР от 24 марта 1945 года гвардии майор Георгий Иванов был удостоен высокого звания Героя Советского Союза с вручением ордена Ленина и медали «Золотая Звезда».
В 1947 году Иванов был уволен в запас. Проживал и работал в Туле.
Умер в 1994 году.
Был также награждён орденами Красного Знамени и Александра Невского, двумя орденами Отечественной войны 1-й степени, орденом Красной Звезды, рядом медалей.